# Villiers-le-Morhier
Pour les articles homonymes, voir Villiers.
Villiers-le-Morhier est une commune française située dans le département d'Eure-et-Loir en région Centre-Val de Loire.

## Géographie

### Situation

Situation géographique
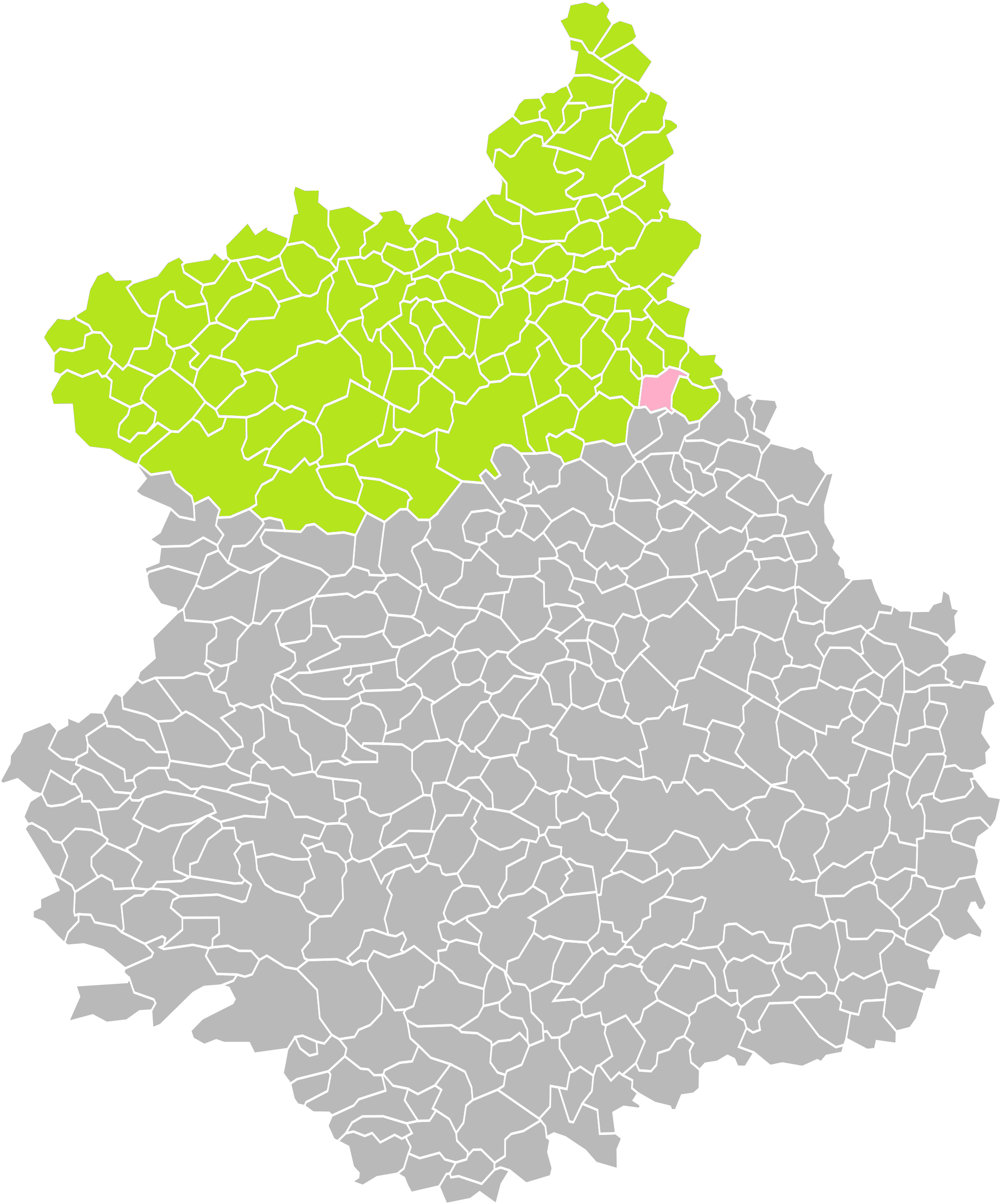
Villiers-le-Morhier dans son arrondissement.
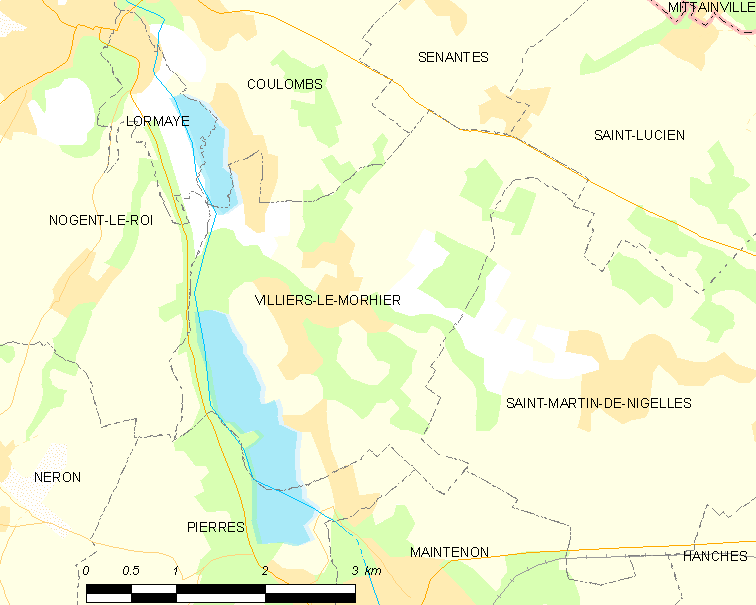
Carte de la commune de Villiers-le-Morhier.

### Communes limitrophes
| Lormaye       | Coulombs            | Senantes Saint-Lucien    |
| Nogent-le-Roi | Villiers-le-Morhier | Saint-Martin-de-Nigelles |
|               | Pierres             | Maintenon                |

### Hydrographie
- La rivière l'Eure, affluent en rive gauche du fleuve la Seine, borde le territoire de la commune à l'ouest.
- La rivière la Drouette a sa confluence avec l'Eure sur le territoire de la commune.

### Climat
Pour des articles plus généraux, voir Climat du Centre-Val de Loire et Climat d'Eure-et-Loir.
En 2010, le climat de la commune est de type climat océanique dégradé des plaines du Centre et du Nord, selon une étude du CNRS s'appuyant sur une série de données couvrant la période 1971-2000. En 2020, Météo-France publie une typologie des climats de la France métropolitaine dans laquelle la commune est exposée à un climat océanique altéré et est dans la région climatique  Sud-ouest du bassin Parisien, caractérisée par une faible pluviométrie, notamment au printemps (120 à 150 mm) et un hiver froid (3,5 °C). 
Pour la période 1971-2000, la température annuelle moyenne est de 10,8 °C, avec une amplitude thermique annuelle de 14,7 °C. Le cumul annuel moyen de précipitations est de 625 mm, avec 10,9 jours de précipitations en janvier et 7,9 jours en juillet. Pour la période 1991-2020, la température moyenne annuelle observée sur la station météorologique de Météo-France la plus proche, sur la commune de Houx à 7 km à vol d'oiseau, est de 11,2 °C et le cumul annuel moyen de précipitations est de 622,1 mm,. Pour l'avenir, les paramètres climatiques de la commune estimés pour 2050 selon différents scénarios d'émission de gaz à effet de serre sont consultables sur un site dédié publié par Météo-France en novembre 2022.

## Urbanisme

### Typologie
Au 1er janvier 2024, Villiers-le-Morhier est catégorisée commune rurale à habitat dispersé, selon la nouvelle grille communale de densité à 7 niveaux définie par l'Insee en 2022.
Elle appartient à l'unité urbaine de Nogent-le-Roi, une agglomération intra-départementale dont elle est une commune de la banlieue,. Par ailleurs la commune fait partie de l'aire d'attraction de Paris, dont elle est une commune de la couronne,. 

### Occupation des sols
L'occupation des sols de la commune, telle qu'elle ressort de la base de données européenne d’occupation biophysique des sols Corine Land Cover (CLC), est marquée par l'importance des territoires agricoles (61,4 % en 2018), en augmentation par rapport à 1990 (52,3 %). La répartition détaillée en 2018 est la suivante : 
terres arables (45,9 %), forêts (15,6 %), zones urbanisées (13,2 %), zones agricoles hétérogènes (13 %), eaux continentales (9,8 %), prairies (2,5 %). L'évolution de l’occupation des sols de la commune et de ses infrastructures peut être observée sur les différentes représentations cartographiques du territoire : la carte de Cassini (XVIIIe siècle), la carte d'état-major (1820-1866) et les cartes ou photos aériennes de l'IGN pour la période actuelle (1950 à aujourd'hui).

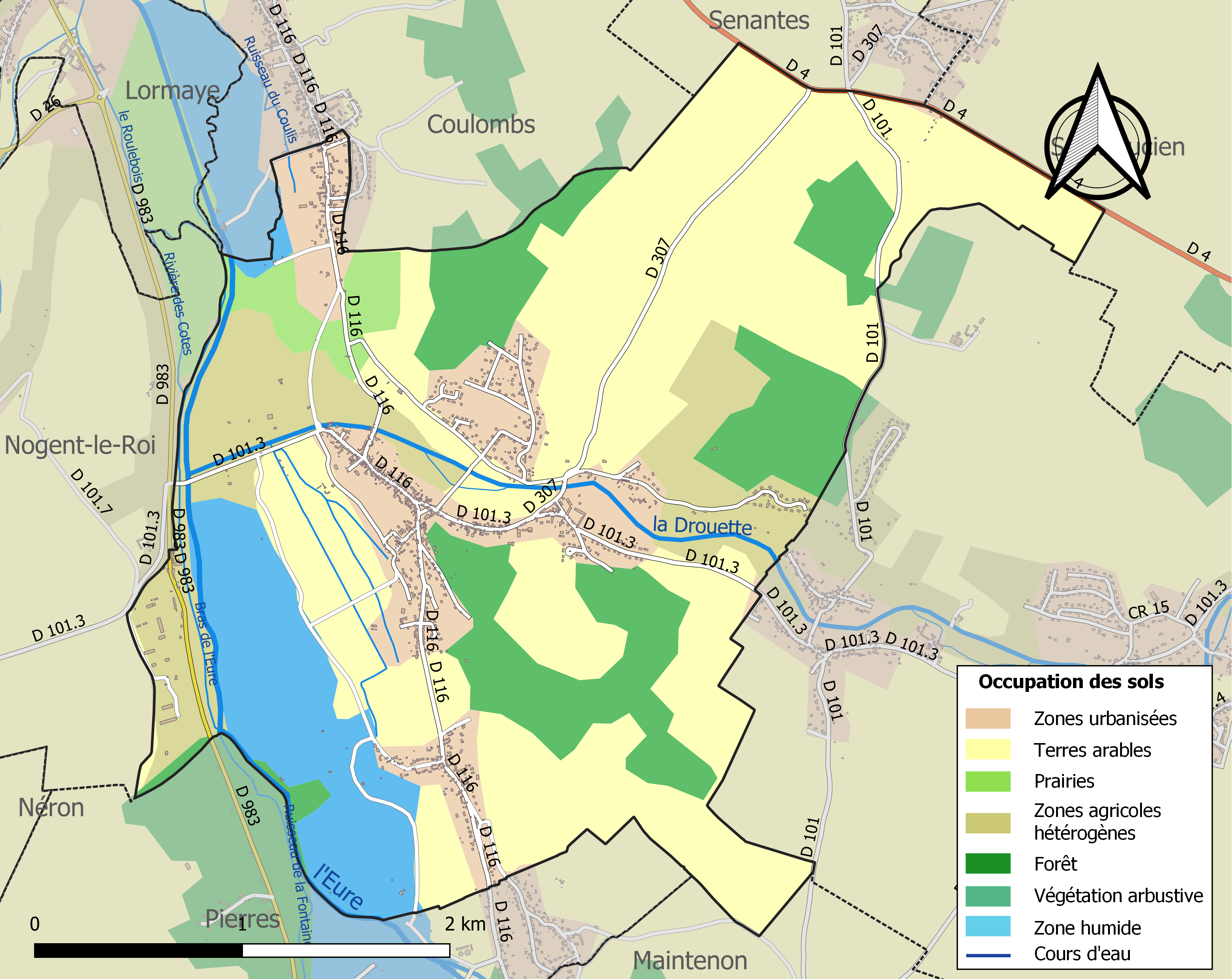
Carte des infrastructures et de l'occupation des sols de la commune en 2018 (CLC).

### Risques majeurs
Le territoire de la commune de Villiers-le-Morhier est vulnérable à différents aléas naturels : météorologiques (tempête, orage, neige, grand froid, canicule ou sécheresse), inondations, mouvements de terrains et séisme (sismicité très faible). Il est également exposé à un risque technologique, le transport de matières dangereuses. Un site publié par le BRGM permet d'évaluer simplement et rapidement les risques d'un bien localisé soit par son adresse soit par le numéro de sa parcelle.

#### Risques naturels
Certaines parties du territoire communal sont susceptibles d’être affectées par le risque d’inondation par débordement de cours d'eau, notamment la Drouette et l'Eure. La commune a été reconnue en état de catastrophe naturelle au titre des dommages causés par les inondations et coulées de boue survenues en 1995, 1999, 2000 et 2016,.

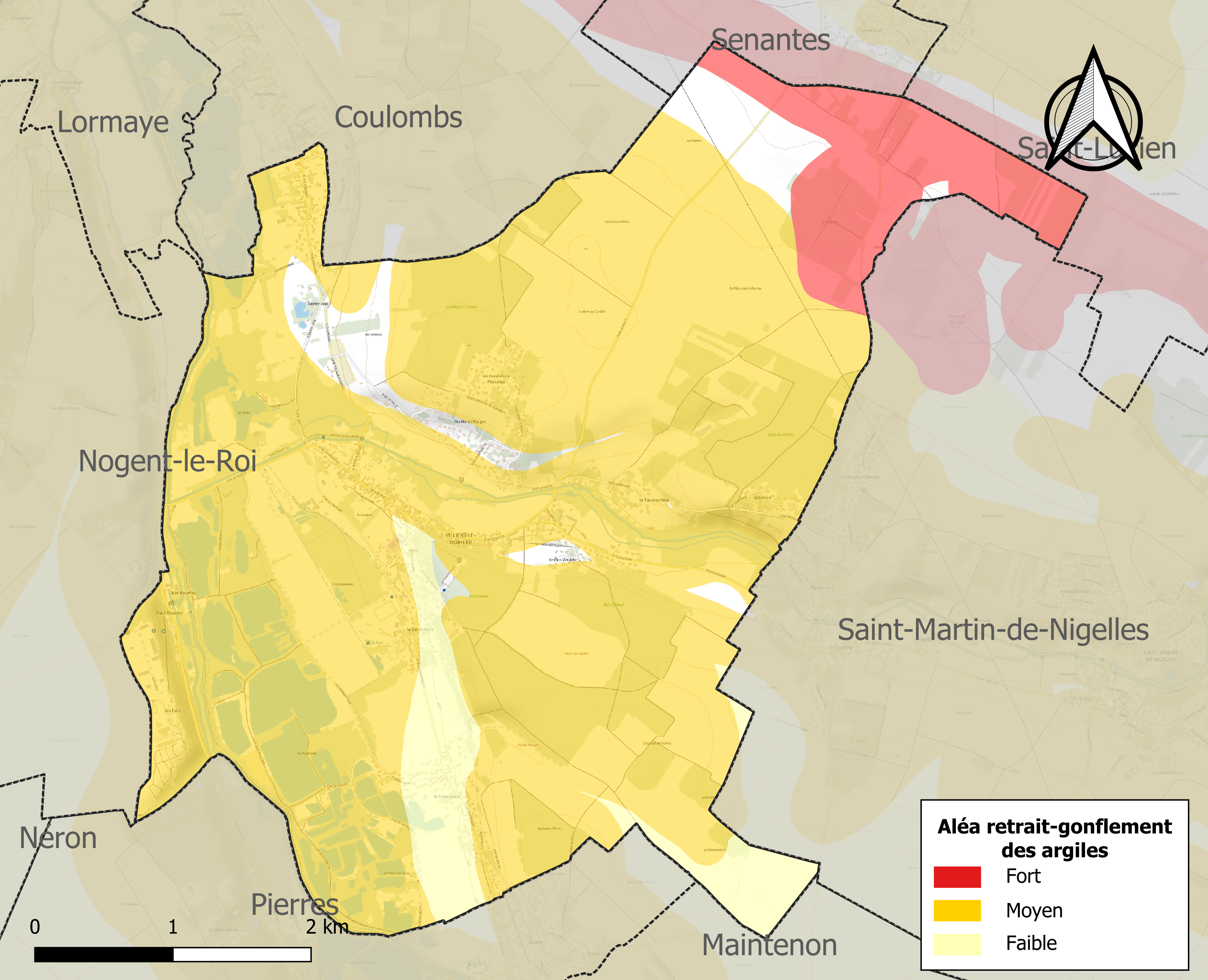
Carte des zones d'aléa retrait-gonflement des sols argileux de Villiers-le-Morhier.

La commune est vulnérable au risque de mouvements de terrains constitué principalement du retrait-gonflement des sols argileux. Cet aléa est susceptible d'engendrer des dommages importants aux bâtiments en cas d’alternance de périodes de sécheresse et de pluie. 88 % de la superficie communale est en aléa moyen ou fort (52,8 % au niveau départemental et 48,5 % au niveau national). Sur les 632 bâtiments dénombrés sur la commune en 2019, 464 sont en aléa moyen ou fort, soit 73 %, à comparer aux 70 % au niveau départemental et 54 % au niveau national. Une cartographie de l'exposition du territoire national au retrait gonflement des sols argileux est disponible sur le site du BRGM,.
Concernant les mouvements de terrains, la commune a été reconnue en état de catastrophe naturelle au titre des dommages causés par la sécheresse en 1992 et 1996 et par des mouvements de terrain en 1999.

#### Risques technologiques
Le risque de transport de matières dangereuses sur la commune est lié à sa traversée par des infrastructures routières ou ferroviaires importantes ou la présence d'une canalisation de transport d'hydrocarbures. Un accident se produisant sur de telles infrastructures est en effet susceptible d’avoir des effets graves au bâti ou aux personnes jusqu’à 350 m, selon la nature du matériau transporté. Des dispositions d’urbanisme peuvent être préconisées en conséquence.

## Toponymie
L'ancien nom de Villiers-le-Morhier est attesté sous les formes Oxma en 690, Usma en 921, Villers dès 1198, Yesmes en 1793, Villiers en 1801.
Villiers est un toponyme français commun en France et au Royaume-Uni, notamment. Il est dérivé du latin villare, et est apparenté au toponyme Villars et Villers, dérivé de villa (« ferme, grand domaine rural »).
Villiers-le-Morhier doit son nom à la famille de Morier ou Mohyer, seigneurs de Villiers jusqu'à 1714, dont les fils des différentes générations furent tour à tour chevaliers de l’ordre du Temple et moines. Au XIIIe siècle, les frères Morhier, Aimeric et Garnier, partis en croisade, se font remarquer par Saint Louis en ramenant de Jérusalem, le reliquaire de la Sainte Croix. En récompense, celui-ci érige la terre de Villiers le Morhier en Marquisat.

## Histoire

### Desserte ferroviaire
De 1887 à 1940, cette commune bénéficiait d'une gare permettant aux voyageurs d'emprunter la ligne d'Auneau-Ville à Dreux via Maintenon.

## Politique et administration

### Liste des maires
| Période                                  | Période  | Identité            | Étiquette | Qualité                       |
| ---------------------------------------- | -------- | ------------------- | --------- | ----------------------------- |
| Les données manquantes sont à compléter. |          |                     |           |                               |
| 2001                                     | 2008     | Jean-Francois Marie |           |                               |
| 2008                                     | En cours | Philippe Auffray,   |           | Cadre de la fonction publique |

## Population et société

### Démographie
L'évolution du nombre d'habitants est connue à travers les recensements de la population effectués dans la commune depuis 1793. Pour les communes de moins de 10 000 habitants, une enquête de recensement portant sur toute la population est réalisée tous les cinq ans, les populations de référence des années intermédiaires étant quant à elles estimées par interpolation ou extrapolation. Pour la commune, le premier recensement exhaustif entrant dans le cadre du nouveau dispositif a été réalisé en 2006.

En 2022, la commune comptait 1 359 habitants, en évolution de +0,67 % par rapport à 2016 (Eure-et-Loir : −0,23 %, France hors Mayotte : +2,11 %).
| 1793 | 1800 | 1806 | 1821 | 1831 | 1836 | 1841 | 1846 | 1851 |
| ---- | ---- | ---- | ---- | ---- | ---- | ---- | ---- | ---- |
| 520  | 501  | 584  | 523  | 565  | 571  | 541  | 543  | 580  |

| 1856 | 1861 | 1866 | 1872 | 1876 | 1881 | 1886 | 1891 | 1896 |
| ---- | ---- | ---- | ---- | ---- | ---- | ---- | ---- | ---- |
| 568  | 598  | 570  | 527  | 518  | 503  | 537  | 543  | 533  |

| 1901 | 1906 | 1911 | 1921 | 1926 | 1931 | 1936 | 1946 | 1954 |
| ---- | ---- | ---- | ---- | ---- | ---- | ---- | ---- | ---- |
| 522  | 554  | 516  | 525  | 507  | 481  | 426  | 407  | 402  |

| 1962 | 1968 | 1975 | 1982 | 1990  | 1999  | 2006  | 2011  | 2016  |
| ---- | ---- | ---- | ---- | ----- | ----- | ----- | ----- | ----- |
| 418  | 539  | 592  | 878  | 1 077 | 1 227 | 1 327 | 1 352 | 1 350 |

| 2021  | 2022  | - | - | - | - | - | - | - |
| ----- | ----- | - | - | - | - | - | - | - |
| 1 363 | 1 359 | - | - | - | - | - | - | - |

## Culture locale et patrimoine

### Église Saint-Étienne
L'église Saint-Étienne est mentionnée au XVIIe siècle sur un bail d’Estienne-le-Morhier, seigneur du village. Utilisée comme atelier de salpêtre durant la Révolution, elle est restaurée au XIXe siècle.
L'église est formée d'un simple vaisseau terminé par une abside polygonale à cinq pans. Trois verrières ornent le chœur : le vitrail axial (baie 0) est réalisé par les ateliers Lorin de Chartres et les deux vitraux l'encadrant, datés de 1891, sont issus de la fabrique de vitraux du carmel du Mans.

L'église Saint-Étienne
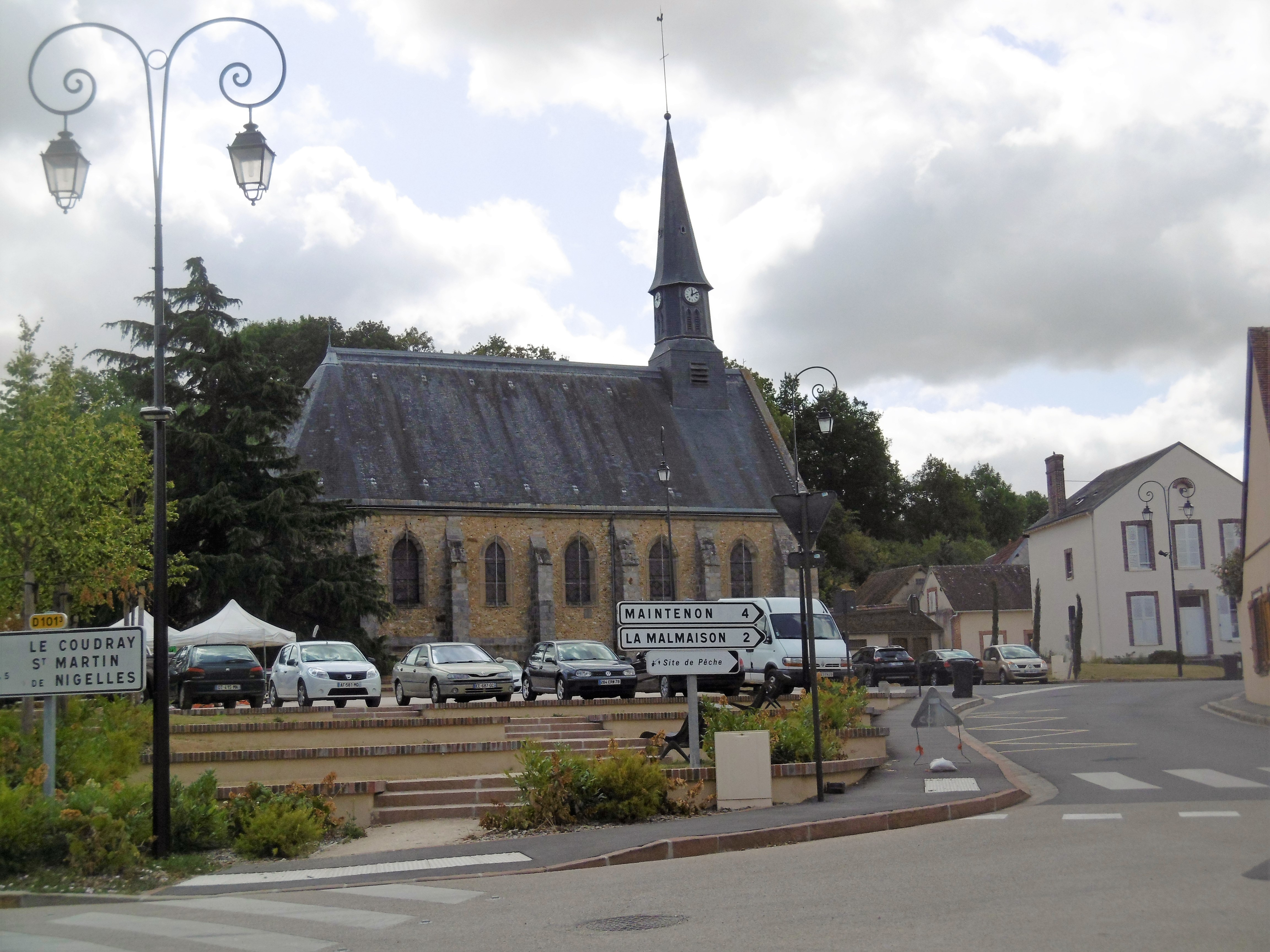
L'église Saint-Étienne.
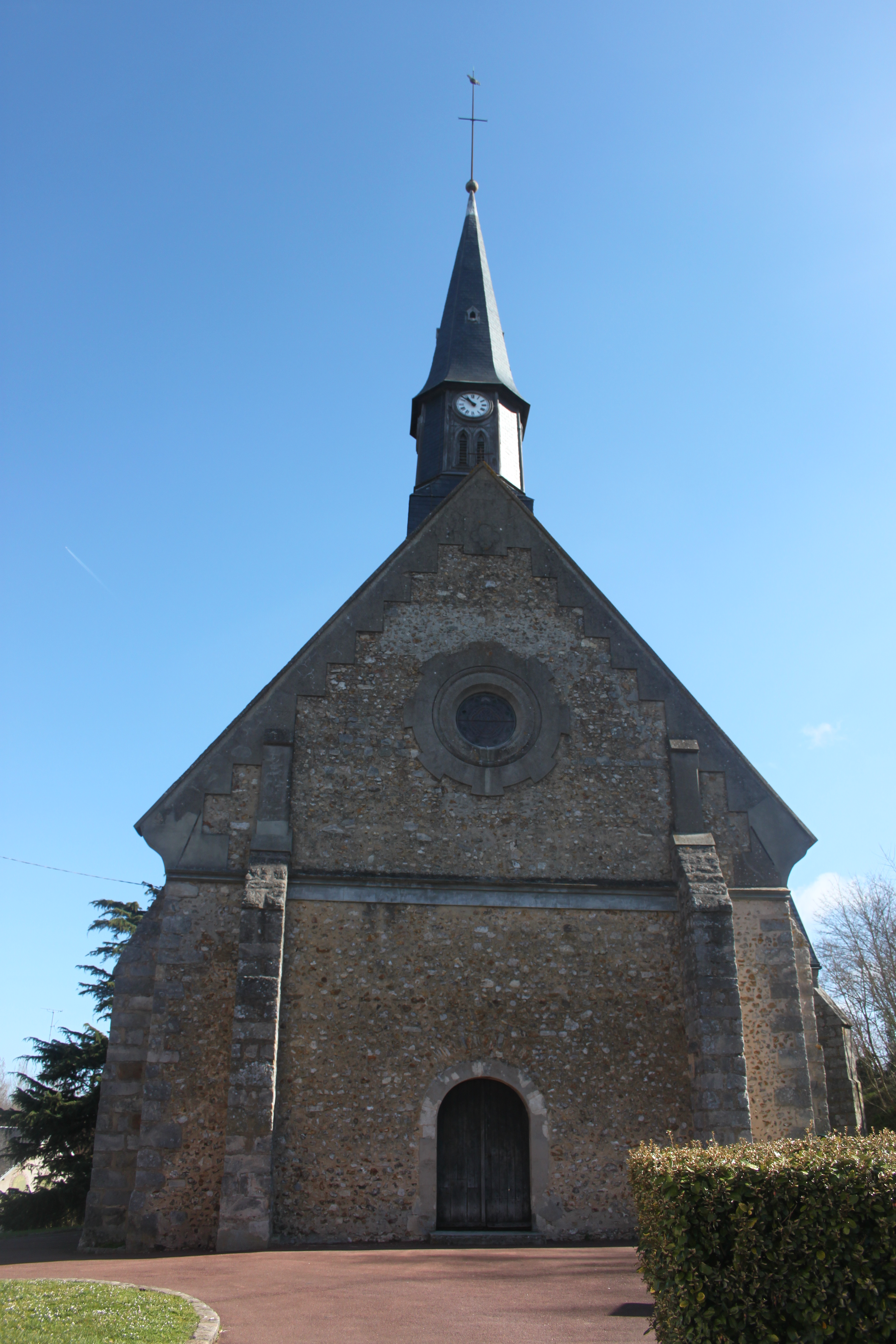
Façade sud-ouest.
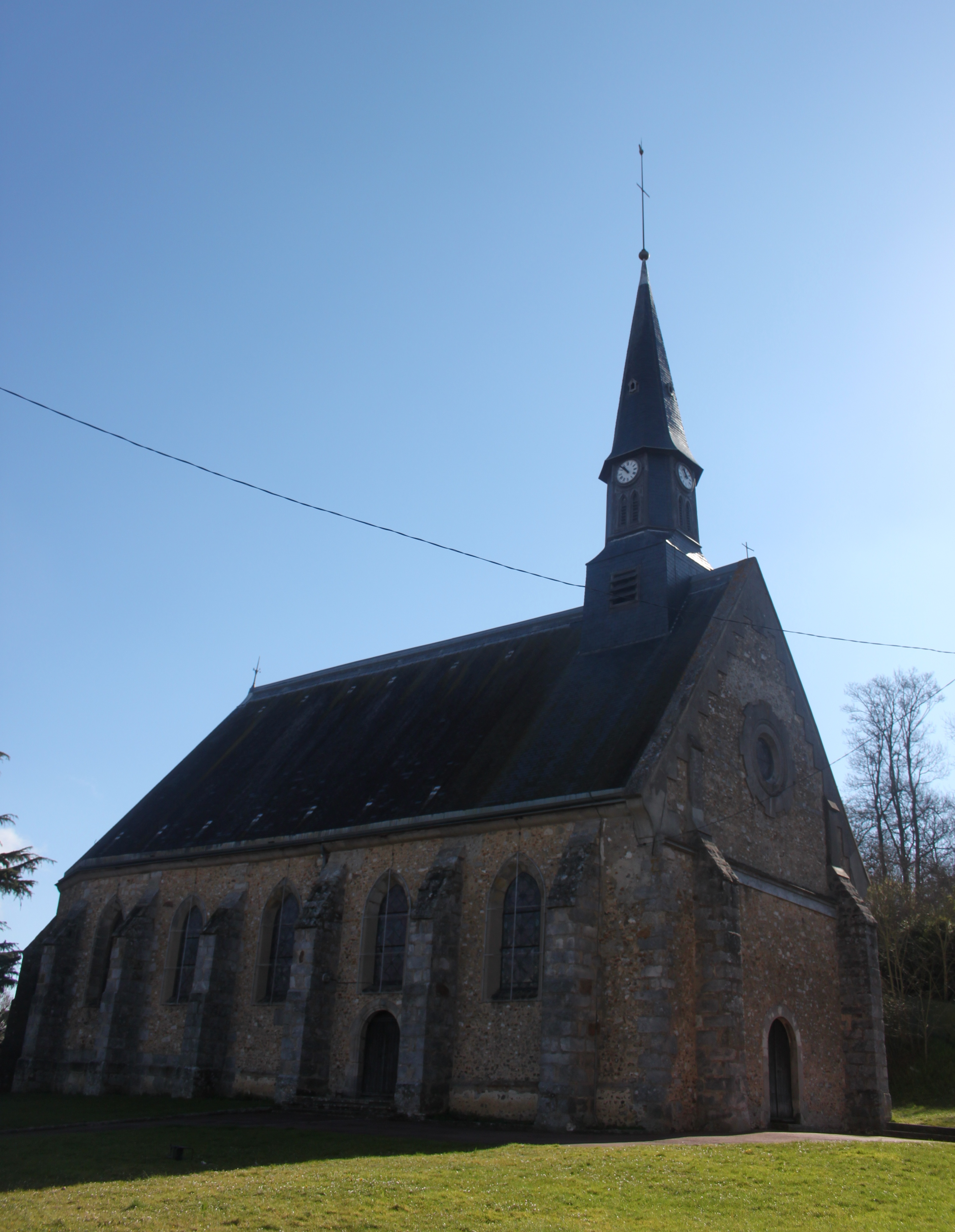
Mur nord-ouest.

### Autres monuments
- Les étangs bordant l'Eure ;
- La confluence de la Drouette et de l'Eure.

Autres lieux et monuments de Villiers-le-Morhier
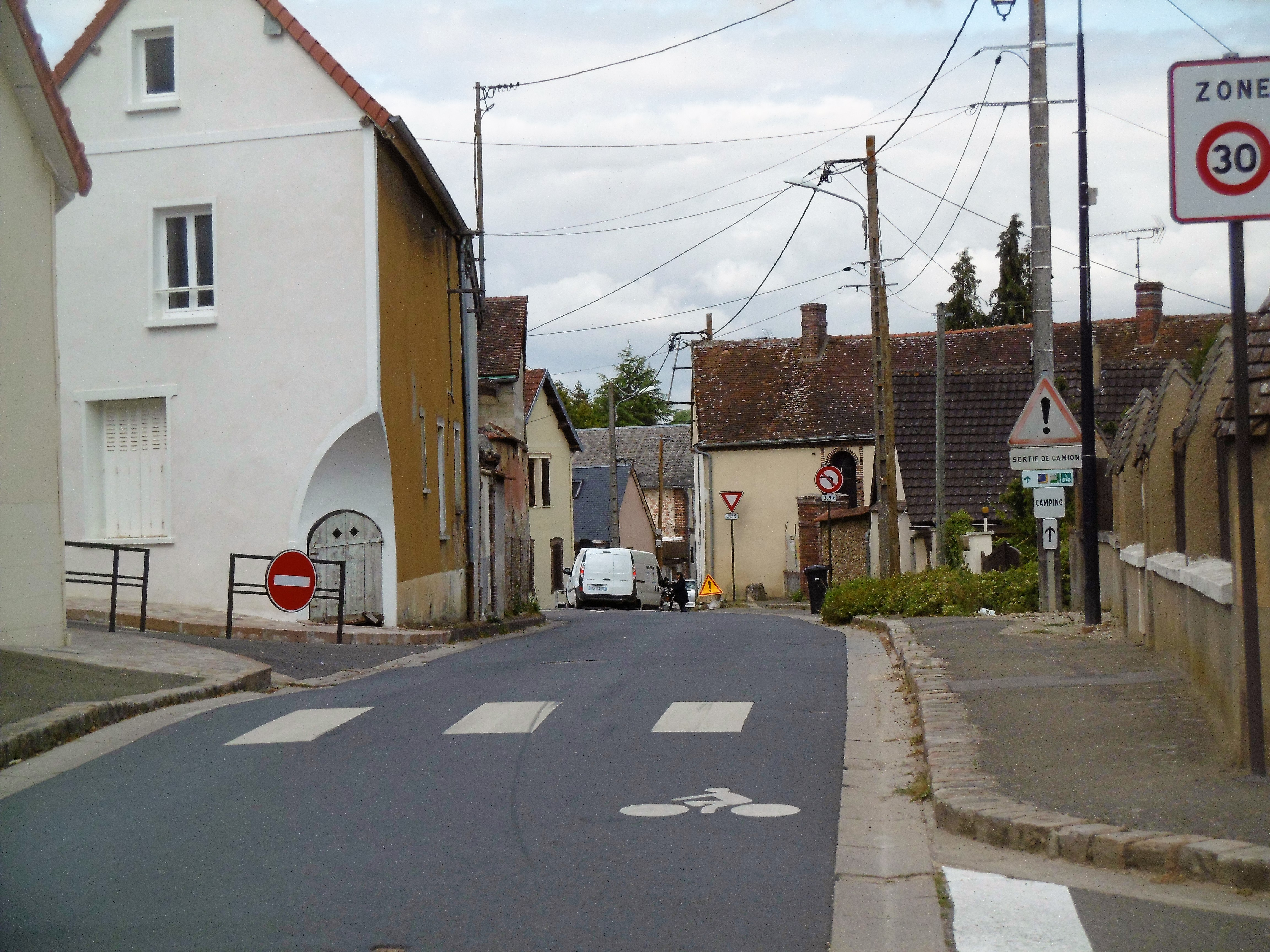
Arrivée à Villiers-le-Morhier en venant de St-Martin de Nigelles.
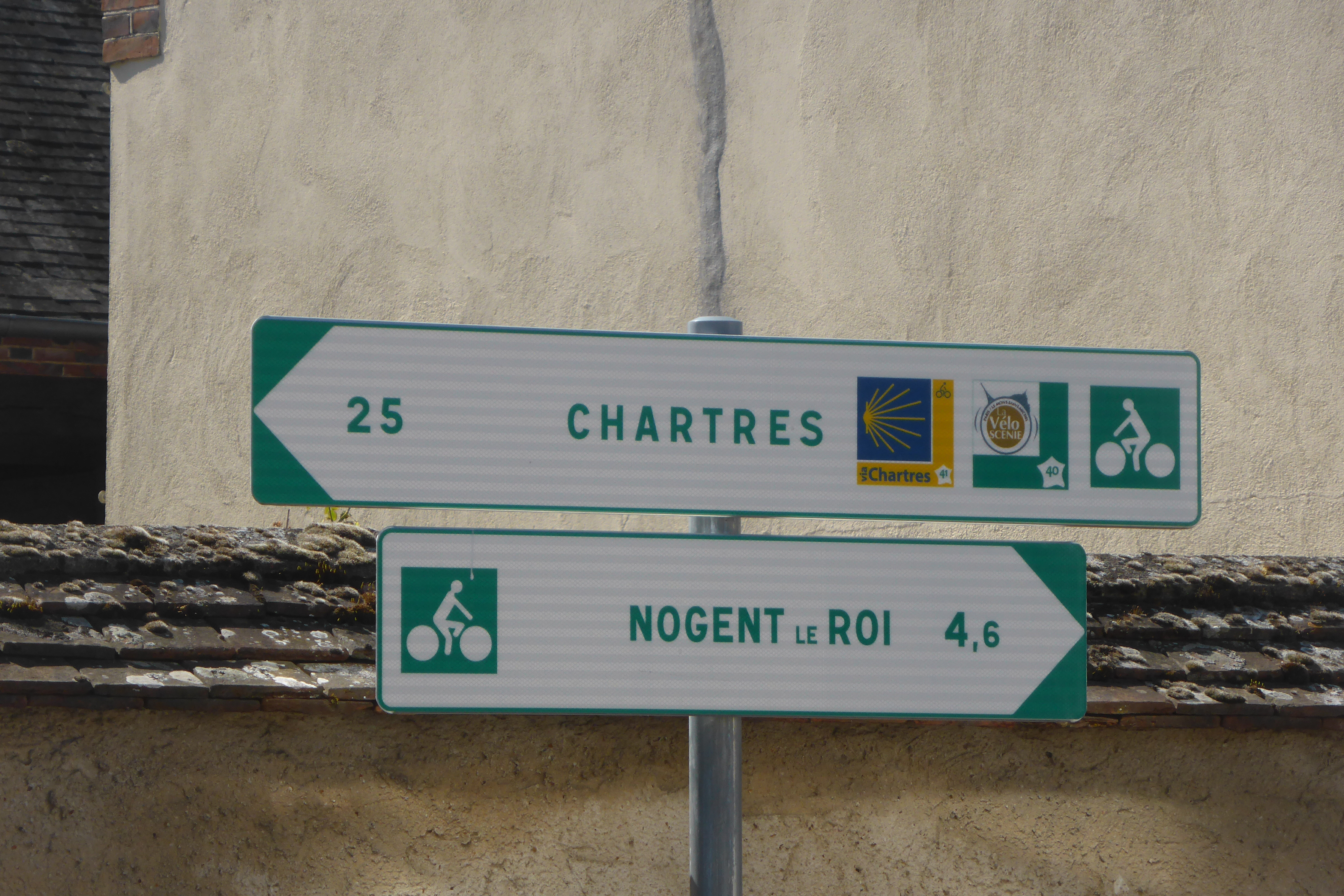
Panneau de la Véloscénie Paris - Le Mont-Saint-Michel.
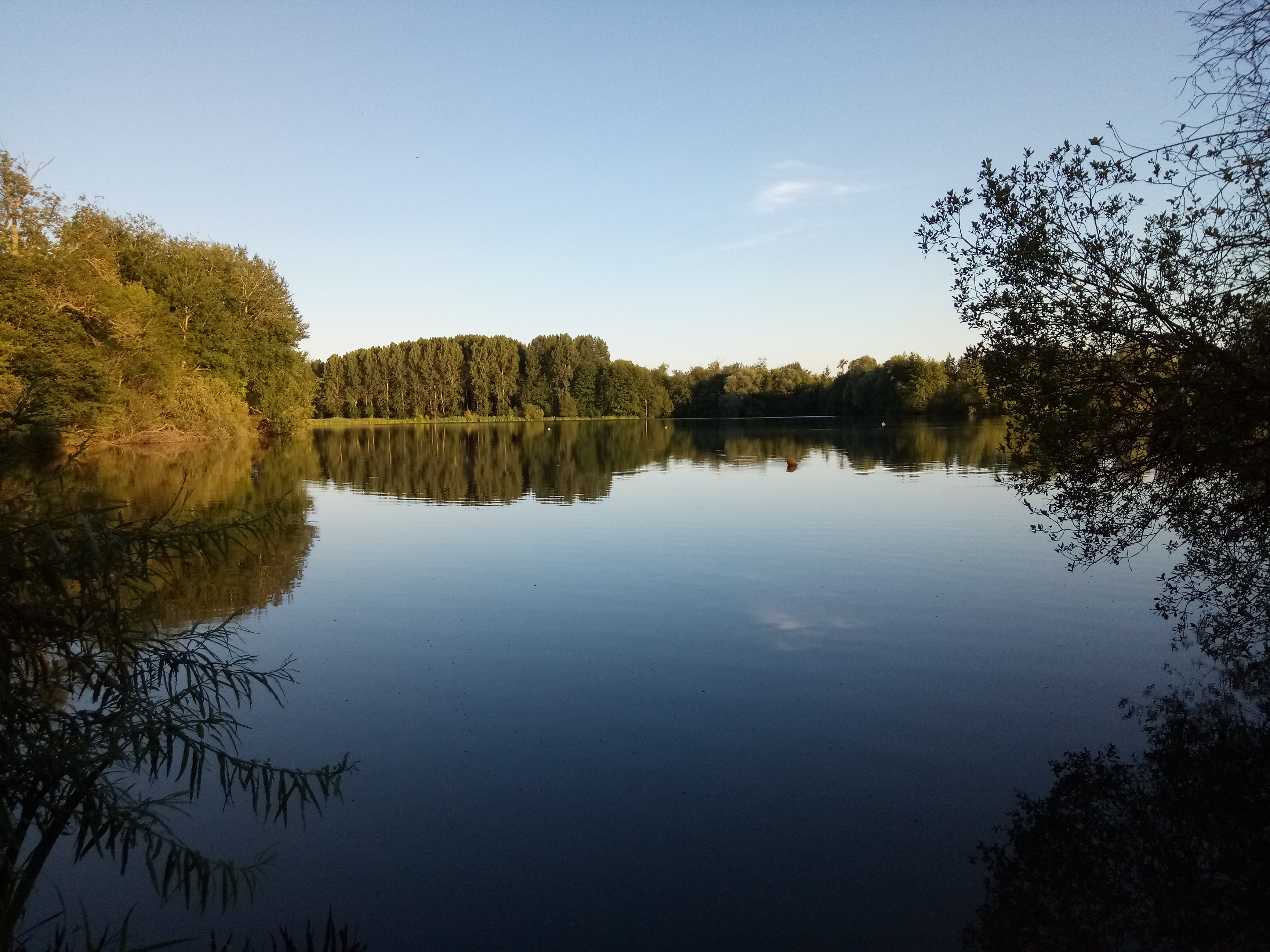
Étang bordant l'Eure.
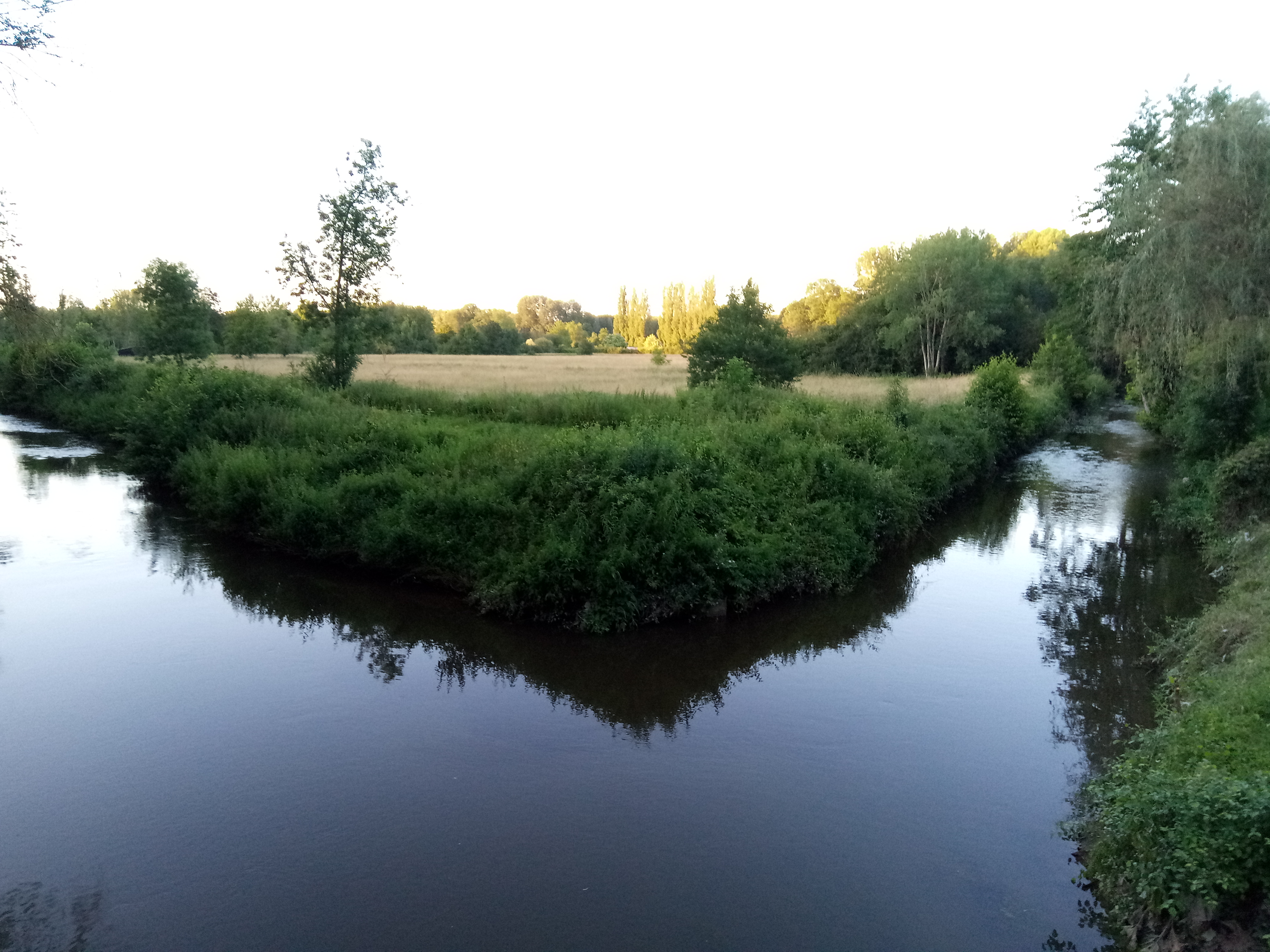
La confluence de la Drouette avec l'Eure.

### Personnalités liées à la commune
- Le chevalier Jean, comte de Villiers-le-Morhier, général de brigade des armées du Roy, commandant le régiment des dragons de la Reine, est décédé à Vieux-Genappe (Belgique) le 11 juin 1708 alors qu'au cours de la guerre de Succession d'Espagne, l'armée française campait entre Braine-l'Alleud et Genappe de mai à juillet 1708. Il fut inhumé dans le chœur de l'ancienne église démolie en 1779, mais son épitaphe est conservée[26].
- Claude Lepape (1913-1994), artiste peintre hyperréaliste, vécut à Villiers-le-Morhier.

### Blasonnement
|  | Les armoiries de Villiers-le-Morhier se blasonnent ainsi : De gueules à la fasce d’or, accompagnée de six coquilles d’argent, trois rangées en chef et trois rangées en pointe. |